# Walkersdorf am Kamp
Walkersdorf am Kamp ist eine Ortschaft und als Walkersdorf eine Katastralgemeinde der Marktgemeinde Grafenegg im Bezirk Krems in Niederösterreich. Die Ortschaft hat 215 Einwohner (Stand 1. Jänner 2024).

## Geografie
Der Ort befindet sich zwischen Hadersdorf und Etsdorf und wird über die Landesstraße L43 erschlossen.

## Geschichte
Laut Adressbuch von Österreich waren im Jahr 1938 in Walkersdorf ein Dachdecker, ein Gastwirt, zwei Gemischtwarenhändler, eine Milchgenossenschaft, ein Müller, ein Schuster, ein Viktualienhändler und die Gutsverwaltung Walkersdorf als Landwirt ansässig. Zudem gab es beim Ort eine Ziegelei.

## Sehenswürdigkeiten
- Schloss Walkersdorf, zuletzt im ausgehenden 18. Jahrhundert umgestaltet